# Benzonia
Benzonia é um género botânico pertencente à família Rubiaceae.